# Jon McGlocklin
Jon P. McGlocklin (ur. 10 czerwca 1943 we Franklin) – amerykański koszykarz, występujący na pozycjach obrońcy oraz skrzydłowego, mistrz NBA, uczestnik meczu gwiazd, komentator sportowy.
Został pierwszym zawodnikiem w historii klubu Milwaukee Bucks, który wziął udział w NBA All-Star Game (1969).
Po zakończeniu kariery przez ponad 25 lat był komentatorem sportowym spotkań Bucks wraz z Jimem Paschke.

## Osiągnięcia
NBA
- Mistrz NBA (1971)[1]
- Wicemistrz NBA (1974)[1]
- Uczestnik meczu gwiazd NBA (1969)[2]
- Klub Milwaukee Bucks zastrzegł należący do niego w numer 14[4]

Inne
- Zaliczony do[5]:
  - Indiana Basketball Hall Of Fame (1990)[6]
  - Indiana Athletics Hall of Fame (2006)
  - Wisconsin Coaches Hall of Fame
  - Wisconsin Sports Hall of Fame
  - Wisconsin Athletic Hall of Fame
  - Indiana High School Basketball Hall of Fame